# The Concert for Bangladesh (album)
Pour les articles homonymes, voir The Concert for Bangladesh (homonymie).
Albums de George Harrison
All Things Must Pass
(1970) Living in the Material World
(1973)
The Concert for Bangladesh est un triple album de George Harrison, enregistré lors du concert du même nom donné le 1er août 1971 au Madison Square Garden de New York en soutien aux réfugiés de la guerre de libération du Bangladesh. La paternité de l'événement revient à Ravi Shankar, ami du guitariste, qui l'a sensibilisé à cette cause et à l'urgence d'agir.
George se produit donc sur scène avec ses amis, notamment Ravi Shankar, Bob Dylan, Ringo Starr, Eric Clapton, Billy Preston et Leon Russell, tandis que la prestation live est ensuite produite pour l'album par le guitariste et Phil Spector. Le tout est publié sur trois disques ; la première face est consacrée à la musique indienne de Shankar, une autre aux chansons de Dylan, et le reste est composé des prestations de Harrison, qui reprend plusieurs chansons notamment de son album All Things Must Pass, et de quelques autres artistes.
À sa sortie, l'album reçoit un accueil critique particulièrement bon, qui lui vaut par la suite le Grammy Award de l'album de l'année 1973. Par ailleurs, il se vend à plusieurs millions d'exemplaires et atteint la deuxième place des charts aux États-Unis, et la première des classements britanniques. Ce qui est, avec son Live in Japan, l'un des deux témoignages live de Harrison est par la suite réédité en 2005 avec plusieurs bonus et inédits.

## Réception
Le disque est édité en décembre 1971 aux États-Unis et début 1972 en Grande-Bretagne. Il se classe numéro 2 du Billboard 200 et remporte un Grammy Award dans la catégorie Album de l'année en 1973,.

## Liste des chansons

### Disque 1
| 1. | Introduction |              |  | 6:18  |
| 2. | Bangla Duhn  | Ravi Shankar |  | 17:21 |

| 3. | Wah-Wah                       | George Harrison | George Harrison | 3:45 |
| 4. | My Sweet Lord                 | George Harrison | George Harrison | 4:50 |
| 5. | Awaiting On You               | George Harrison | George Harrison | 3:08 |
| 6. | That's The Way God Planned It | Billy Preston   | Billy Preston   | 4:30 |

### Disque 2
| 1. | It Don't Come Easy           | Ringo Starr     | Ringo Starr                   | 3:08 |
| 2. | Beware of Darkness           | George Harrison | George Harrison, Leon Russell | 3:36 |
| 3. | Band Introduction            |                 |                               | 2:39 |
| 4. | While My Guitar Gently Weeps | George Harrison | George Harrison               | 4:53 |

| 5. | Medley: Jumpin' Jack Flash/Young Blood (The Rolling Stones/The Coasters) | Jagger&Richards/Jerry Leiber & Mike Stoller | Leon Russell, Don Preston | 9:27 |
| 6. | Here Comes the Sun                                                       | George Harrison                             | George Harrison           | 2:59 |

### Disque 3
| 1. | A Hard Rain's a-Gonna Fall                       | Bob Dylan | Bob Dylan | 5:44 |
| 2. | It Takes a Lot to Laugh, It Takes a Train to Cry | Bob Dylan | Bob Dylan | 3:07 |
| 3. | Blowin' in the Wind                              | Bob Dylan | Bob Dylan | 4:07 |
| 4. | Mr. Tambourine Man                               | Bob Dylan | Bob Dylan | 4:45 |
| 5. | Just Like a Woman                                | Bob Dylan | Bob Dylan | 4:49 |

| 6. | Something   | George Harrison | George Harrison | 3:42 |
| 7. | Bangla Desh | George Harrison | George Harrison | 4:45 |

## Fiche de production

### Interprètes
- George Harrison : chant, guitare électrique, guitare acoustique
- Bob Dylan : chant, guitare acoustique, harmonica
- Eric Clapton : guitare électrique
- Jesse Ed Davis : guitare électrique
- Don Preston : guitare électrique, chant ("Jumpin' Jack Flash"/"Young Blood", "Bangla Desh")
- Pete Ham : guitare acoustique
- Tom Evans : guitare acoustique
- Joey Molland : guitare acoustique
- Ravi Shankar : sitar
- Carl Radle : basse ("Jumpin' Jack Flash"/"Young Blood")
- Klaus Voormann : basse
- Leon Russell : piano, basse, chant ("Beware of Darkness", "Jumpin' Jack Flash"/"Young Blood")
- Billy Preston : orgue, chant "That's The Way God Planned It"
- Ringo Starr : batterie, chant, tambourin
- Jim Keltner : batterie
- Mike Gibbins : tambourin, maracas
- Ali Akbar Khan : sarod
- Alla Rakha : tabla
- Kamala Chakravarty : tambura

The Hollywood Horns:
- Jim Horn : saxophones, arrangements cuivres
- Jackie Kelso : saxophones
- Allan Beutler : saxophones
- Chuck Findley : trompette
- Ollie Mitchell : trompette
- Lou McCreary : trombone

The Backing Vocalists/Soul Choir:
- Claudia Linnear, Jo Green, Jeanie Greene, Marlin Greene, Dolores Hall, Don Nix, Don Preston (avec percussions)